# Okręg wyborczy nr 90 do Senatu Rzeczypospolitej Polskiej
Okręg wyborczy nr 90 do Senatu Rzeczypospolitej Polskiej obejmuje obszar powiatu poznańskiego (województwo wielkopolskie). Wybierany jest w nim 1 senator na zasadzie większości względnej.
Utworzony został w 2011 na podstawie Kodeksu wyborczego. Po raz pierwszy zorganizowano w nim wybory 9 października 2011. Wcześniej obszar okręgu nr 90 należał do okręgu nr 38.
Siedzibą okręgowej komisji wyborczej jest Poznań.

## Reprezentanci okręgu
| Rok  | Rok             | Senator          | Komitet wyborczy                           |
| ---- | --------------- | ---------------- | ------------------------------------------ |
|      | 2011            | Marek Ziółkowski | Platforma Obywatelska RP                   |
| 2015 | Piotr Florek    |                  | Platforma Obywatelska RP                   |
|      | 2019            | Jadwiga Rotnicka | KKW Koalicja Obywatelska PO .N iPL Zieloni |
| 2023 | Waldy Dzikowski |                  | KKW Koalicja Obywatelska PO .N iPL Zieloni |

## Wyniki wyborów
Symbolem „●” oznaczono senatora ubiegającego się o reelekcję.

### Wybory parlamentarne 2011
| Kandydat                                                                                      | Kandydat              | Komitet wyborczy               | Głosów | Głosów | Głosów |
| Kandydat                                                                                      | Kandydat              | Komitet wyborczy               | Liczba | %      | +/–    |
| --------------------------------------------------------------------------------------------- | --------------------- | ------------------------------ | ------ | ------ | ------ |
|                                                                                               | Marek Ziółkowski ●    | Platforma Obywatelska RP       | 89 368 | 64,61  | –      |
|                                                                                               | Bartłomiej Wróblewski | Prawo i Sprawiedliwość         | 29 248 | 21,15  | –      |
|                                                                                               | Piotr Batura          | KWW „Nasz Powiat” Piotr Batura | 19 701 | 14,24  | –      |
| Frekwencja: 56,72% Liczba głosów ważnych: 128 317 (95,83%) Źródło: Państwowa Komisja Wyborcza |                       |                                |        |        |        |

*Marek Ziółkowski reprezentował w Senacie VII kadencji (2007–2011) okręg nr 38.

### Wybory parlamentarne 2015
| Kandydat                                                                                      | Kandydat                   | Komitet wyborczy          | Głosów | Głosów | Głosów |
| Kandydat                                                                                      | Kandydat                   | Komitet wyborczy          | Liczba | %      | +/–    |
| --------------------------------------------------------------------------------------------- | -------------------------- | ------------------------- | ------ | ------ | ------ |
|                                                                                               | Piotr Florek               | Platforma Obywatelska RP  | 65 749 | 42,92  | –21,69 |
|                                                                                               | Katarzyna Kierzek-Koperska | Nowoczesna Ryszarda Petru | 45 403 | 29,64  | –      |
|                                                                                               | Sławomir Hinc              | Prawo i Sprawiedliwość    | 42 052 | 27,45  | +6,30  |
| Frekwencja: 58,08% Liczba głosów ważnych: 153 204 (96,05%) Źródło: Państwowa Komisja Wyborcza |                            |                           |        |        |        |

### Wybory parlamentarne 2019
| Kandydat                                                                                      | Kandydat           | Komitet wyborczy                           | Głosów  | Głosów | Głosów |
| Kandydat                                                                                      | Kandydat           | Komitet wyborczy                           | Liczba  | %      | +/–    |
| --------------------------------------------------------------------------------------------- | ------------------ | ------------------------------------------ | ------- | ------ | ------ |
|                                                                                               | Jadwiga Rotnicka ● | KKW Koalicja Obywatelska PO .N iPL Zieloni | 142 987 | 69,41  | –3,14  |
|                                                                                               | Jarosław Pucek     | Prawo i Sprawiedliwość                     | 63 031  | 30,59  | +3,14  |
| Frekwencja: 71,97% Liczba głosów ważnych: 206 018 (97,05%) Źródło: Państwowa Komisja Wyborcza |                    |                                            |         |        |        |

*Jadwiga Rotnicka reprezentowała w Senacie IX kadencji (2015–2019) okręg nr 91.

### Wybory parlamentarne 2023
| Kandydat                                                                                      | Kandydat           | Komitet wyborczy                           | Głosów  | Głosów | Głosów |
| Kandydat                                                                                      | Kandydat           | Komitet wyborczy                           | Liczba  | %      | +/–    |
| --------------------------------------------------------------------------------------------- | ------------------ | ------------------------------------------ | ------- | ------ | ------ |
|                                                                                               | Waldy Dzikowski    | KKW Koalicja Obywatelska PO .N iPL Zieloni | 190 681 | 75,07  | +5,66  |
|                                                                                               | Dorota Barełkowska | Prawo i Sprawiedliwość                     | 63 316  | 24,93  | –5,66  |
| Frekwencja: 83,59% Liczba głosów ważnych: 253 997 (96,68%) Źródło: Państwowa Komisja Wyborcza |                    |                                            |         |        |        |